# ني ميسيمفريا (ثيسالونيكي)
ني ميسيمفريا (Νέα Μεσημβρία) هي مدينة في ثيسالونيكي في مقاطعة فوريا إلادا في اليونان.